# Melastomastrum capitatum
Melastomastrum capitatum là một loài thực vật có hoa trong họ Mua. Loài này được (Vahl) A. Fern. & R. Fern. mô tả khoa học đầu tiên năm 1954.